# 唐河一高
类型：普通高级中学
地点：中国河南省南阳市唐河县
全名：唐河县第一高级中学
建校时间：1959年
现任校长：牛才柱
所谓特色：是唐河县教育重点学校，居于同类高中中前者。
丑事:数次因为教职工或学生跳楼身亡，而被死者关系人寻滋闹事。
行政管理模式：分为三个年级，高一，高二，高三，分别由对应级部管理。各级部配有一名级部长（权利较大），之下下辖若干管理班主任（辅助管理各班情况）。三个级部各自独立，但有时会碰头商量。
相对位置：位于当地名为白河岸边，但因为污染原因，水质及周边环境变差
特色：通往校园大门的路上有座桥，曾因为残破与白雪结合，因得一美名。校园周围有茂盛的竹林，葱绿，幽辟。但是这些特色都已香消玉陨（污染）